# Angelo Colocci
Angelo Colocci (Jesi, 24 luglio 1474 – Roma, 1º maggio 1549) è stato un vescovo cattolico italiano, segretario di papa Leone X, umanista rinascimentale al centro collegiale di letteratura e classicismo artistico e collezionista di antichità nella sua villa nei pressi dell'Aqua Virgo.

## Biografia
La data di nascita è stata calcolata dal Lattes in base alle note di carattere biografico apposte dallo stesso Colocci alla fine del codice Vat. lat. 4787; era figlio del marchese Niccolò Colocci, appartenente a un'antica famiglia di Jesi di origini longobarde, e della contessa Ippolita Santoni, sorella dell'umanista Floriano Santoni. Colocci arriva giovane a Roma nel 1497. Dal 1511 ha lavorato come segretario apostolico, una posizione impegnativa che non gli consente molto di dedicarsi alla sua passione letteraria privata e allo stesso tempo lo colloca nel centro sociale degli umanisti alla corte di papa Giulio II, come un corrispondente di Jacopo Sadoleto, Pietro Bembo e Aldus Manutius a Venezia. Nel 1513 compra una proprietà con giardino nei pressi della Fontana di Trevi, la quale, insieme all'attraente sua bella biblioteca, diventa sede dell'Accademia Coloziana, luogo di incontro per le dispute dell'Accademia Romana, fondata da Pomponio Leto (morto nel 1497). Questo giardino era situato tra il Quirinale e il Pincio, nella parte meridionale degli antichi Giardini di Sallustio, un terreno ricco di sculture sepolte, che egli esponeva nella sua villa. Qui si trovava una grotta naturale in cui egli mise una naiade dormiente, con un'iscrizione umanista — Huius nympha loci... — così squisitamente ben fatta che per secoli passò come opera autenticamente romana.
Colocci era un poeta in lingua latina di una certa reputazione tra gli eruditi suoi contemporanei, un antiquario dalla notevole conoscenza dell'antica metrologia e degli "arnesi sacrificali", e un sapiente collezionista di sculture romane, inscrizioni, medaglie e gemme intagliate. La sua collezione di sculture veniva menzionata da Andrea Fulvio in Antiquitates Urbis (1527), la sua guida topografica delle antiche rovine e reperti romani della città. In merito alla commissione di papa Leone X a Raffaello per disegnare il più accuratamente possibile la ricostruzione della Roma dei Cesari, Angelo Colocci e Baldassare Castiglione redassero la cortese lettera di accompagnamento, con correzioni di Raffaello, allegata al progetto finale. Una parte considerevole della sua fortuna è stata spesa inoltre per ingrandire una delle biblioteche private più impressionanti del suo tempo, trattata in modo brutale durante il saccheggio di Roma, nel 1527, quando Colocci venne costretto a pagare tangenti esorbitanti per poter preservare la sua stessa vita. Ebbe, comunque, la lungimiranza di inviare alcuni dei suoi manoscritti in custodia a Firenze. I restanti manoscritti di Colocci nella Biblioteca Vaticana sono tuttora oltre duecento, anche dopo che le depredazioni napoleoniche ebbero spostate le liriche provenzali alla Bibliothèque National di Parigi. Colocci fu uno dei primi a scoprire e catalogare la poesia provenzale. La stampa greca di Roma venne affidata alle sue cure, dato che egli era il mecenate dell'accademia greca fondata a Roma da Janus Lascaris, frequentatore della sua villa dal 1516 al 1521. Colocci ebbe parte nella traduzione in italiano del De architectura di Vitruvio su istanza di Raffaello, compiuta dal ravennate Marco Fabio Calvo e basata sull'edizione del 1511 di Fra Giocondo; la copia di Raffaello, a Monaco, reca annotazioni di Colocci e correzioni, così come quella di Raffaello.
Dopo la morte di sua moglie Girolama Bufalini Colocci, in seguito a una lunga malattia, nel 1518, Colocci prese gli ordini minori e venne fatto vescovo di Nocera nel 1537.
Nel settembre del 1969 ci fu una conferenza su Angelo Colocci al Palazzo della Signoria del suo luogo natale, Jesi.

## Genealogia episcopale
La genealogia episcopale è:
- Cardinale Girolamo Grimaldi
- Arcivescovo Martinho de Portugal
- Arcivescovo Alfonso Oliva, O.S.A.
- Vescovo Angelo Colocci